# Eulecanium sericeum
Eulecanium sericeum är en insektsart som först beskrevs av Karl Hermann Leonhard Lindinger 1906.  Eulecanium sericeum ingår i släktet Eulecanium och familjen skålsköldlöss. Arten har ej påträffats i Sverige. Inga underarter finns listade i Catalogue of Life.